# Listă de filme românești/L
Aceasta este o listă de filme românești (artistice, de animație și documentare) care încep cu litera L:
- La bloc oamenii mor după muzică (2000)
- La bunici (1988)
- La capătul liniei (1982)
- La clacă (1946)
- La fabrică -Proletarul-(1955)
- La gura sobei (1993)
- La mere (1953)
- La patru pași de infinit (1964)
- La porțile pământului (1966)
- La răscrucea marilor furtuni (1980)
- La un punct de agitație (1952)
- La vânătoare (1956)
- La vârsta dragostei (1963)
- Labirintul (film) (1980)
- Lache în harem (1927)
- Lacrimi de iubire (2006)
- Lacul cu nuferi (1959)
- Lacul zânelor (1963)
- Lacuri glaciale (1962)
- Lanterna cu amintiri (1962)
- Lanțul neglijentelor (1976)
- Lanțul slăbiciunilor (1952) (Scurt metraj)
- Lăutarii (1972)
- Leac pentru soacre, Un (1913)
- Lecție în infinit (1965)
- Legături bolnăvicioase (2006)
- Legenda / Apoi s-a născut legenda (1968)
- Legenda carpatină (1989)
- Legenda celor două cruci (1925)
- Legenda ciocârliei (1966)
- Legende contemporane (1972)
- Legiunea Străină  (film) (2008)
- Leiba Zibal/O Făclie de Paști (1930)
- Leo & Leo (1971)
- Letzte Station, Die/Last Stop, The (1998)
- Letzte Venezianer, Der (1998)
- Lia (film) (1927)
- Liana (film) (2000)
- Liceenii (1987)
- Liceenii, în 53 de ore și ceva (2011)
- Liceenii în alertă (1993)
- Liceenii Rock N Roll (1992)
- Liliacul inflorește a doua oară (1988)
- Liniște (film) (1963)
- Liniștea din adâncuri (1982)
- Lisca (1983)
- Little Ghost (1997)
- Livada cu vișini (1975) (Teatru TV)
- Livenii lui Enescu (1958)
- Louis XIX (1974) (TV)
- Loverboy (2011)
- Lovind o pasăre de pradă (1984)
- Luchian (film) (1958)
- Lucian Grigorescu (film) (1968)
- Lumea animalelor (film) (1972)
- Lumea nevăzută a Deltei (1971)
- Lumina de iulie (1963)
- Lumina de pe Lotru (1969)
- Lumina neagră (1969)
- Lumina palidă a durerii (1980)
- Lumini și piatră (1964)
- Lunca Prutului (film) (1948)
- Lunga călătorie cu trenul (1997)
- Lunga noapte de șase ani (1970)
- Lupeni 29 (1962)
- Lupta la semicerc (1969)
- Lupta pentru Roma /La Calata dei barbari (1968-1969)